# Теофіло Кубільяс
Теофіло Кубільяс (ісп. Teófilo Cubillas, МФА: [teˈofilo kuˈβiʎas]; нар. 8 березня 1949, Ліма) — перуанський футболіст, атакувальний півзахисник. Включений до переліку «125 найкращих футболістів світу» (відомого як «ФІФА 100»), складеного у 2004 році на прохання ФІФА до сторіччя цієї організації легендарним Пеле. Найкращий перуанський гравець XX стріччя за версією Міжнародної федерації футбольної історії і статистики (підсумкове 48-ме місце у списку найкращих футболістів XX сторіччя, сформованого цією організацією).
Насамперед відомий виступами за клуб «Альянса Ліма», а також національну збірну Перу.
Чемпіон Швейцарії. У складі збірної — володар Кубка Америки.

## Клубна кар'єра
У дорослому футболі дебютував 1966 року виступами за команду клубу «Альянса Ліма», в якій провів шість сезонів, взявши участь у 169 матчах чемпіонату. Більшість часу, проведеного у складі «Альянса Ліма», був основним гравцем команди. У складі «Альянса Ліма» був одним з головних бомбардирів команди, маючи середню результативність на рівні 0,65 голу за гру першості.
Згодом з 1973 по 1983 рік також грав у складі швейцарського «Базеля», португальського «Порту» та американського «Форт-Лодердейл Страйкерс».
Завершив професійну ігрову кар'єру у клубі «Альянса Ліма», до складу якого повертався у 1984 та 1987 роках.

## Виступи за збірну
1968 року дебютував в офіційних матчах у складі національної збірної Перу. Протягом кар'єри у національній команді, яка тривала 15 років, провів у формі головної команди країни 81 матч, забивши 26 голів.
У складі збірної був учасником трьох чемпіонатів світу: 1970 року в Мексиці, 1978 року в Аргентині та 1982 року в Іспанії.
1975 року допоміг національній команді Перу вдруге у своїй історії перемогти на Копа Америка.

## Титули і досягнення

### Командні
- Чемпіон Швейцарії (1):

«Базель»: 1973
- Чемпіон Перу (2):

«Альянса Ліма»: 1977, 1978
- Володар Кубка Америки (1):

1975

### Особисті
- Включений до списку ФІФА 100: 2004
- 48-ме місце у списку найкращих футболістів XX сторіччя за версією IFFHS